# 普里博耶尼鄉
44°53′N 25°05′E / 44.883°N 25.083°E
普里博耶尼鄉（羅馬尼亞語：Comuna Priboieni, Argeș），是羅馬尼亞的鄉份，位於該國中南部，由阿爾傑什縣負責管轄，面積23平方公里，海拔高度279米，2007年人口3,502，人口密度每平方公里152人。